# Clusia loretensis
Clusia loretensis är en tvåhjärtbladig växtart som beskrevs av Adolf Engler. Clusia loretensis ingår i släktet Clusia och familjen Clusiaceae. Inga underarter finns listade i Catalogue of Life.